# Santos Moreno
Santos Moreno Pardo (14 de diciembre de 1967, Miguel Auza, Zacatecas - 13 de julio de 2009, Ciudad Juárez), conocido pugilísticamente como el Apache Moreno, hijo de Asunción Moreno Almanza e Higinia Pardo Navarrete, siendo el menor de seis hermanos se dedicó al boxeo profesional mexicano.
Nativo de Miguel Auza, Zacatecas, desde muy jovencito se vino a radicar a la frontera donde comenzó su carrera en el ring al lado del inolvidable maestro Tony Martínez señor en 1976.
Su debut en el boxeo profesional fue en 1976 frente a Polito Valdez en Las Vegas, ganando decisión en 6 asaltos.
Su retirada fue el 27 de diciembre de 1990, perdiendo por nocaut en 3 asaltos frente a Roger Mayweather tío de Floyd Mayweather.

## Biografía
Peleó en las categorías de peso pluma y peso gallo y a lo largo de su carrera cosechó 69 victorias (30 de ellas por KO) y 6 derrotas (4 por KO).
Residía en Ciudad Juárez. Su debut profesional tuvo lugar el 14 de enero de 1976 y se retiró el 27 de diciembre de 1990 tras sufrir una derrota ante Roger Mayweather en el hotel Hacienda de Las Vegas, ubicado en el lugar que hoy ocupa el Mandalay Bay. Santos Moreno peleó en tres ocasiones por el campeonato nacional mexicano del peso pluma; una de ellas salió derrotado dos de las otras salió victorioso, la primera contra Marcos Villasana (6 de mayo de 1983) y la segunda contra Javier "Changa" Márquez (19 de abril de 1986). ya que después de retirarse del boxeo profesional se dedicó a ser entrenador profesional así llevando al debut profesional a su hijo Álex Moreno más conocido como el Apachito, Santos también era el jefe de seguridad en un bar nocturno en el cual desgraciadamente perdiera la vida el 13 de junio del 2009 siendo acribillado a balazos mientras hacía su trabajo evitando una pelea en el parqueadero del mencionado lugar. Santos Apache Moreno fue despedido como lo que es, un grande del boxeo mexicano, vive en nuestra memoria como uno de los mejores pugilistas de Ciudad Juárez, Chihuahua y México.